# Ahmed Awad Ibn Auf
Ahmed Awad Ibn Auf (arabisch أحمد عوض بن عوف, DMG Aḥmad ʿAwaḍ b. ʿAuf; * in den 1950er-Jahren) ist ein sudanesischer General und Politiker, der nach seiner Teilnahme am sudanesischen Staatsstreich im April 2019 kurzzeitig de facto als Staatsoberhaupt des Sudan amtierte. Er war zuvor seit Februar 2019 Vizepräsident des Sudan gewesen. Schon kurz nach seiner Vereidigung als Präsident des Übergangsrates trat er jedoch zurück. Sein Nachfolger ist der Generalinspekteur der sudanesischen Streitkräfte, Abdel Fattah Burhan.

## Karriere
Auf wurde in einem Dorf im Nordsudan geboren und ging auf die Militärakademie in Khartum, danach wurde er u. a. in Ägypten ausgebildet.
Nachdem er sich der Armee angeschlossen hatte, wurde er zunächst Artilleriechef, später General sowie Leiter des militärischen Nachrichtendienstes und Stabschef, bevor er im Juni 2010 im Rahmen einer größeren militärischen Umstrukturierung entlassen wurde. Nach seinem Militärdienst diente er als sudanesischer Botschafter in Saudi-Arabien. 2007 wurde er von den Vereinigten Staaten auf die Liste der unter Sanktionen stehenden Personen gesetzt für seine angebliche Rolle bei Kriegsverbrechen in Darfur. Auf werden Verbindungen zu den Dschandschawid-Nomaden vorgeworfen, die Massaker unter der sesshaften Zivilbevölkerung verübten. Auf gehört jedoch nicht zu denen, die vom Internationalen Strafgerichtshof für Verbrechen in Darfur angeklagt wurden.
Am 23. August 2015 wurde er von Präsident Umar al-Baschir zum Verteidigungsminister des Sudan ernannt und kehrte damit in eine leitende militärische Position zurück. Im Februar 2019 wurde Auf zum Vizepräsidenten ernannt und löste Bakri Hassan Saleh ab, nachdem Präsident al-Baschir sein Kabinett im Zuge der Massenproteste entlassen hatte.

## Putsch 2019
Am 11. April 2019 verkündete er im sudanesischen Fernsehen die Absetzung des amtierenden Präsidenten al-Baschir, die Auflösung der bisherigen Regierung und die Aussetzung der Verfassung. Außerdem sollen nach einer zweijährigen Übergangsfrist freie Wahlen stattfinden. Teile der internationalen Presse interpretierten diese Ereignisse allerdings als Militärputsch. Am Folgetag trat Ahmed Awad Ibn Auf zugunsten von Abdel Fattah Burhan zurück.